# Prémio Duque de Edimburgo
O Prêmio do Duque de Edimburgo (do inglês The Duke of Edinburgh's Award, comumente abreviado como DofE) é um programa britânico de premiação para jovens, fundado em 1956 por Filipe, Duque de Edimburgo, que desde então expandiu-se para 144 nações. O prêmio reconhece adolescentes e jovens adultos por completarem uma série de exercícios de autoaperfeiçoamento inspirados nas soluções de Kurt Hahn para seus "Seis Declínios da Juventude Moderna".
Coordenado pela Associação Internacional do Prêmio do Duque de Edimburgo, o programa existe em mais de 127 países, em que mais de 4 milhões de jovens já participaram e anualmente participam cerca de 350 mil jovens. Em cada país, o prêmio possui nomes diferentes, apesar de sempre manter o modo operante de desafiar jovens e incentivar adultos à posições de liderança.
No Brasil e em outros países de língua portuguesa, especialmente na África Lusófona, o prêmio denomina-se Mérito Juvenil e em Portugal, Prémio Infante D. Henrique.

## História
O Prêmio do Duque de Edimburgo foi anunciado pela primeira vez em fevereiro de 1956  e inicialmente participavam apenas meninos, com idades entre 15 e 18 anos. Administrado, e parcialmente projetado, por John Hunt, que liderou a primeira subida bem-sucedida do Monte Everest em 1953, o Prêmio foi concebido para atrair garotos que não estavam interessados em se juntar a um dos principais movimentos juvenis britânicos, como a Associação de Escoteiros. Não sendo necessária filiação a nenhuma organização ou utilizar uniforme para participar, 7.000 rapazes se inscreveram nos primeiros 12 meses. O programa foi inspirado no de Moray Badge, onde funcionava desde 1941, e instituído na Gordonstoun School por seu diretor Kurt Hahn em 1956, no Condado de Baden
Em novembro de 1957 anuncia-se o início do convite à participação feminina, efetivado em 19 de junho de 1958, com as pioneiras autorizadas a ingressar a partir de 1º de setembro de 1958.  Ainda assim, o programa para meninas não era o mesmo que para meninos e as idades mínimas e máximas foram estendidas para 14 e 20 anos, respectivamente. As primeiras meninas receberam seus Prêmios de Ouro (do inglês "Gold Awards") em 3 de novembro de 1959 no Palácio de Buckingham, ainda com diferenças entre os sexos, aparelhando-os apenas a partir de janeiro de 1965.
Os primeiros "Gold Awards" foram alcançados em 1958, e a instituição de caridade foi criada em 1959. Um programa único para jovens de 14 a 21 anos foi lançado em 1969, e estendido para aqueles com até 25 anos de idade a partir de 1980.
Em 2013, o duque entregou prêmios no Palácio de St. James, que incluíram sua 500.ª entrega do Prêmio de Ouro.

## Características
O Prêmio do Duque de Edimburgo, chamado internacionalmente de Prêmio Internacional para a Juventude, é um programa de atividades para jovens, buscando apoiá-los na migração da vida juvenil para a vida adulta mediante desenvolvimento de valores e padrões sólidos da sociedade moderna juntamente com dons para se sustentarem. Trata-se, portanto, de um desafio para jovens.
O programa de atividades do Prêmio do Duque de Edimburgo tem três seções, adicionada uma jornada de aventura. Para alcançar o reconhecimento, deve-se participar das atividades durante um período de tempo especificado. As seções são:
1. Habilidades
Objetivo: estimular o desenvolvimento de habilidades culturais, racionais ou profissionais.
Mais de 200 habilidades são reconhecidas, incluindo: artes e artesanato, informática, empreendedorismo, música e fotografia e até outros idiomas. É necessário um esforço contínuo e um progresso geral durante um período de tempo, além da execução em um nível especifico.
2. Serviço comunitário e voluntariado
Objetivo: estimular o sentido de responsabilidade para com a comunidade através de:
  1. Projetos de serviços comunitários
  2. Trabalhos de conservação de alimentos
  3. Serviços voluntários em casas de saúde, hospitais e residências na comunidade, escola etc.
  4. Serviços especializados, tais quais salvamento, primeiros socorros etc.
3. Atividades físicas e recreativas
Objetivo: promover a participação em atividades físicas ou coletivas onde os jovens possam interagir de maneira saudável.

Os participantes devem se engajar em alguma atividade física ou recreativa organizada e demonstrar progresso dentro da atividade escolhida.
A maioria dos esportes individuais e coletivos está inclusa, como futebol, atletismo, RPG, natação e voleibol.
1. Jornada de aventura
Objetivo: despertar o espírito de aventura e descobrimento enquanto empreende uma aventura com o grupo.
As aventuras implicam em realizar viagens a pé, de bicicleta, a cavalo etc. Planejamento, treinamento, confiança em si mesmo e exploração de novos locais são elementos necessários dentro desta seção.
2. Projeto de residência (para o nível ouro apenas)
Objetivo: ampliar a experiência de vivência e trabalho com outros não habituais durante um período de 5 dias consecutivos.
As participações devem desenvolver atividade em comunidades necessitadas para beneficio da população local.

## Estrutura do programa
Bronze
Para maiores de 14 anos. O período mínimo para obter reconhecimento é de 3 meses, recomendável até 6 meses.
Após o fim das atividades no módulo Bronze, o jovem recebe o seu pingente de Bronze, que o caracteriza como membro detentor da primeira fase do Prêmio, que lhe será entregue junto com um certificado por uma das personalidades municipais competentes (prefeitos, artistas, esportistas, etc.).
Prata
Para maiores de 15 anos. O período mínimo para alcançar o reconhecimento é de 6 meses.
Após o fim das atividades no módulo Prata, o jovem recebe o seu pingente de Prata, que o caracteriza como membro detentor da segunda fase do Prêmio, que lhe será entregue junto com um certificado por uma das personalidades estaduais competentes (governadores, artistas, esportistas, etc.).
Ouro
Para maiores de 16 anos. O período mínimo de participação para alcançar este reconhecimento é de 12 a 24 meses.
Após o fim das atividades no módulo Ouro, o jovem recebe o seu pingente de Ouro, que o caracteriza como membro detentor da máxima honraria dentro do Prêmio, que lhe será entregue junto com um certificado por uma das personalidades nacionais competentes (primeiro-ministro, artistas, esportistas, etc.).
Cada nível é completamente independente. Os jovens podem escolher participar no nível de melhor conveniência, e cada nível sucessivo requer maior garra e determinação.